# Andrzej Antosiewicz
Andrzej Mirosław Antosiewicz (ur. 28 sierpnia 1953 w Warszawie, zm. 9 września 2008) – stoczniowiec, opozycjonista, działacz NSZZ Solidarność, internowany w czasie stanu wojennego. 

## Życiorys
Absolwent Technikum Budowy Okrętów w Szczecinie (1976).
Od 1972 pracownik Stoczni Szczecińskiej im. Adolfa Warskiego. W sierpniu 1980 r. brał udział w strajku, był członkiem komitetów strajkowych.
Był organizatorem wolnych związków zawodowych w stoczni; 13 grudnia 1981 wraz z wprowadzeniem stanu wojennego w Polsce został internowany. Był przetrzymywany w Goleniowie i w Wierzchowie. Po zwolnieniu (w sierpniu 1982) nie przerwał działalności opozycyjnej. W latach 1982-1989 był członkiem TKZ Stoczni, a od 1990 delegatem na krajowe zjazdy Solidarności.
Pełnił funkcję wiceprzewodniczącego i przewodniczącego Rady Sekcji Krajowej Przemysłu Okrętowego. Od 1992 roku przewodniczący Komisji Zakładowej NSZZ „Solidarność” Stoczni Szczecińskiej. Od 1999 roku przewodniczący Międzyzakładowej Organizacji Związkowej NSZZ „Solidarność” Stoczni Szczecińskiej Porta Holding SA. Od 2002 przewodniczący MOZ Stoczni Szczecińskiej Nowa Sp. z o.o. W 2006 odznaczony Krzyżem Kawalerskim Orderu Odrodzenia Polski.
Zmarł 9 września 2008. Jego imieniem została nazwana ulica przy Stoczni Szczecińskiej (dawniej ul. Hutnicza).